# Per Stjernquist
Per Sternquist (14 de maio de 1912 -2005) foi um professor sueco de direito, reconhecido por ter estabelecido o ensino do novo campo da sociologia do direito na Suécia, práticamente sozinho, a partir da década de 1960.
Stjernquist começou sua carreira como juiz local e oficial de justiça. Ele se tornou estudante de doutorado do famoso jurista 'realista' Karl Olivecrona em 1940, mas com suas tendências da esquerda liberal, logo entrou em conflito com o seu supervisor sobre as políticas autoritárias de Olivecrona e seu apoio vocal nos anos de guerra à hegemonia daAlemanha Nazista na Europa.
Foi professor de direito civil na Universidade de Lund de 1950 a 1972 e reitor da universidade durante o turbulento período do fim da década de 1960. Suas publicações definiram a orientação dominante da sociologia jurídica sueca, e ele supervisionou as pesquisas de gerações de estudantes sobre o assunto. O seu primeiro seminário em sociologia do direito (estabelecido contra a oposição determinada da Faculdade de Direito) ocorreu em 1963. O assunto, considerado subversivo ou desnecessários por muitos juristas, foi oferecido inicialmente à estudantes de ciências administrativas, mas logo passou a atrair estudantes de várias disciplinas. A posição de diretor de Sociologia do Direito em Lund foi criado especificamente para ele em 1972, como uma iniciativa do governo sueco.
O trabalho de Stjernquist incluiu importantes estudos empíricos sobre os mecanismos legais e as políticas dos regulamentos das florestas privadas, que tentaram mostrar a variedade de estratégias pelas quais o direito poderia influenciar o comportamento social, assim como as restrições ao direito como um mecanismo social.
Foi o filho do professor e reitor da universidade Martin Stjernquist e teve dois filhos; Nilsson e Hanna Stjernquist. Foi casado com a arqueóloga Berta Stjernquist (1918-2010), também professora em Lund. Stjernquist foi Inspetor da 'nação' Kalmar em sua universidade de 1954-1996.